# Веспасиан
Вижте пояснителната страница за други личности с името Веспасиан.
Тит Флавий Веспасиан (лат. Titus Flavius Vespasianus) е римски император през периода от 22 юни 69 до 24 август 79 г., издигнат от VIII Августовски легион.
Веспасиан идва на власт след Годината на четиримата императори и основава Флавиевата династия (69 – 96 г.). През своя 10-годишен принципат умиротворява и стабилизира Римската империя. Той е най-известен като организатор на триумфа на своя син Тит през 71 г., както и с това, че започва строителството на Колизея и Храма на мира в Рим.

## Произход и кариера
Син на събирач на данъци от Северна Италия, Веспасиан има скромен произход – родом от село – станал първият от фамилията си, който влязъл в Сената. Своята държавна служба Веспасиан започва като военен трибун в Тракия, а след това заема длъжностите претор и квестор на град Кирена в провинция Киренайка, днес Либия. При Калигула служи като градски едил, отговарящ за почистването на улиците на Рим, но си навлича гнева на императора, който заповядва да напълнят тогата му с отпадъци.
По време на управлението на Клавдий Веспасиан е легат в Германия. Участва в успешния поход за завладяване на Британия (42 г.), за което получава званието консул, а след него и длъжността наместник в римската провинция Африка. По това време вече натрупва връзки и административен опит, но бил дотолкова обеднял, че се вижда принуден да търгува с мулета, за да се прехранва, получавайки заради това прякора „мулетаря“.
Изпада в немилост пред император Нерон, защото заспива по време на неговите представления. Въпреки това, когато в Юдея започва въстание, Веспасиан е изпратен там за да го потуши. Скоро в западните провинции започва и въстанието на Галба, а Нерон се самоубива (68 г.). Веспасиан признава Галба за император, но след това Отон завзема трона, на свой ред сменен от Вителий.

### Издигане за император
В смутното време на военна анархия провинциалните елити се възползват от шанса да наложат на трона човек, който отговаря най-пълно на техните интереси: Веспасиан е скромен, енергичен, трезвомислещ, незнатен и неамбициозен, а освен това има достатъчно военен и управленски опит.
Разбирайки, че Дунавската войска неохотно е признала властта на Вителий, а неговата собствена му е предана, Веспасиан решава да вземе императорския трон. На 1 юли 69 г. префектът на Египет Тиберий Юлий Александър обявява Веспасиан за император и зад него застават всички войски в източните провинции. Легионите в Илирия го подкрепят и настъпват към Италия, докато новият принцепс установява влиянието си в Мала Азия и Египет, откъдето прекъсва доставките на зърно за Рим, с цел да дестабилизира противника. През октомври същата година Вителий е обкръжен в троен обръч и хванат в капан. Заловен от легионерите на Марк Антоний Прим, Вителий е откаран във Форума, където е линчуван и убит позорно с камъни от тълпата. Войниците подлагат столицата на терор и разграбване, убиват и вилнеят под предлог, че търсят привърженици на Вителий. Едва след пристигането на Гай Лициний Муциан погромите и анархията най-накрая спират.
На 24 октомври 69 г. Сенатът признава Веспасиан за легитимен император и той пристига в Рим едва в средата на 70 г. Още на другия ден той с декрет обявява, че докато е император, няма да води никаква война и ще се придържа към 2000-годишния мирен договор с империята на партите, сключен от император Октавиан Август.
На 26 октомври 69 г. е издаден декрет, с който се създава гр. Нове (Novae) (край дн. гр. Свищов), седалището на най-верния VIII Августов легион (преименуван на I Италийски), като му отрежда 44 хектара. При управлението на Веспасиан Флавий е основана и колонията за ветерани в Деултум (лат. Colonia Flavia Pacis Deultemsium – дн. Дебелт, България).

## Управление
Веспасиан предприел редица мерки за укрепване на разтърсената от криза Римска империя. На първо място разширил властта на принцепса, но чрез закон – Lex de imperio Vespasiani, което всъщност е първият опит да се установят правно-конституционните рамки на императорската власт. Макар да разполагал с повече правомощия от своите предшественици, той ги използвал умерено и предпочитал да не влиза в конфликти със Сената и аристокрацията, стремейки се да поддържа консенсус с цената на минимум наказания срещу своите опоненти. Малцинство от стария нобилитет съставлявало основната опозиция срещу управлението на владетеля, но то било безсилно на други действия освен словесни нападки.

### Потушаване на безредиците
След неколкократното плячкосване на Рим от войниците Веспасиан се заел да засили тяхната дисциплина и строго наказвал проявите на своеволие, а в даренията и наградите към тях бил сравнително въздържан. Прекратени са броженията в Галия и бунтът на батавите, водени от Тутор, Цивилис и Класик. Сложен е край и на Юдейското въстание.
В края на 69 – началото на 70 г. движението за независимост на племената по Долен Рейн (дн. Холандия) достига застрашителен размах. На страната на батавите застават треверите и повечето от спомагателните войски (ауксилии) в Североизточна Галия. Многобройните сили на въстаниците обсаждат и превземат римските укрепени лагери, унищожават два легиона (XV Primigenia и V Alaudae) и принуждават други два (XVI Галски и I Германски) да се предадат. Веспасиан нарежда да бъдат изпратени поне седем легиона за възстановяването на реда. До края на 70 г. метежниците капитулират.
През 71 г. легионите побеждават бригантите, разбунтували се в Британия. През следващите години римските легати Цереалис и Агрикола провеждат успешни военни действия срещу племената в северната част на островната провинция.
Докато Веспасиан се намирал в Рим, въстанието в Юдея (66 – 71 г.) бива потушено от неговия син и съимператор Тит с голяма жестокост. След превземането на Йерусалим през 70 г. Тит и Веспасиан празнуват съвместен триумф в Рим. Въпреки това войната на сикариите против Рим продължава на отделни места още няколко години. Едва през 73 г. е превзета Масада, последната крепост на съпротивата.

### Финансова стабилизация
В началото финансовото състояние на държавата било лошо. Императорът използвал всякакви мерки, дори и незаконни, като продажбите на длъжности, за да напълни хазната, но това дало нужния резултат. Според биографа му Светоний той добре оползотворил събраните по непристоен начин средства. За да увеличи попълненията в бюджета, Веспасиан силно увеличил данъците, като най-голям присмех заслужил с данъка за обществените тоалетни. Според разказа на Светоний, синът му Тит Флавий изразил открито несъгласие с налагането на този данък, но в отговор Веспасиан взел една шепа монети, пъхнал ги под носа на сина си и му казал „Не миришат, нали?“. Оттук тръгва и станалия нарицателен израз „Парите не миришат“ (лат. Pecunia non olet). Говорело се, че Веспасиан ползвал своите чиновници подобно на сюнгери: издигал най-алчните начело на богатите провинции, а след като заграбвали достатъчно от там, ги осъждал и конфискувал богатствата им.
Макар че в началото неговата пословична пестеливост го направила обект за подигравки сред народа, след като финансите на държавата били стабилизирани, Веспасиан станал по-щедър. В опожарената столица Рим започнали обширни строителни работи. Бил възстановен символът на държавата – храмът на Юпитер на Капитолийския хълм и започнало строителството на нов голям амфитеатър – Колизея.

### Обществени реформи
В духа на принципите, завещани от ерата на Августовия принципат, Веспасиан води политика на мир и реформи вътре в обществото, поддържайки традиционния древноримски идеал за морални добродетели Mos maiorum. С цел да издигне авторитета на новата Флавиева династия, Веспасиан провежда засилена императорска пропаганда. Това е една от причините, поради която неблагородният произход на императора предизвикал по-малко шум, отколкото би могло да се очаква.
Веспасиан е баща на императорите Тит Флавий и Домициан, които обявил за цезари и наследници. Той е първият император, който предава властта директно на родните си синове. Сам твърдял, според Светоний, че ще го наследят или синовете му, или никой друг. Това настроило интелектуалните среди срещу управлението на династията, поради което много философи, критикуващи режима, са изгонени от Рим или наказани със заточение. Известните историци и писатели, живели по времето на Веспасиан, като например Тацит, Светоний, Плиний Стари и Йосиф Флавий, представят неговото властване в благоприятна светлина.
Противник на разкоша и разточителството, Веспасиан презира всички монархически тенденции, и след възкачването си запазва своя непретенциозен начин на живот, заедно с естественото му поведение спрямо хората. Той не само демонстрирал чувството си за хумор, но и приемал без обида шегите на другите към него. Усещайки приближаването на смъртта си, възкликва: „Горко ми, струва ми се, че ставам бог!“. Заболява от простуда и умира на 24 август 79 г., докато се опитва да стане от леглото, с думите „Императорът трябва да умре прав“. Съгласно римската традиция му е присъдено обожествяване от Сената. Според Светоний това бил единственият император, когото властта изменила към по-добро.